# Wapen van Ternat

Het huidige wapen van Ternat (sinds 1909/1978).

Het Wapen van Ternat is het heraldisch wapen van de Belgische gemeente Ternat. Het huidige wapen werd op 8 juli 1986 toegekend.

## Geschiedenis
Het wapen is dat van de baronnen de Fourneau de Cruquenbourg, die sinds 1562 onafgebroken de heren van de heerlijkheid Kruikenburg waren, waartoe de deelgemeentes Sint-Katherina-Lombeek, Ternat en Wambeek van de fusiegemeente Ternat behoorden. Ter onderscheid van het familiewapen van de Fourneau heeft het gemeentewapen Gertrudis van Nijvel, die reeds op het vroegere schild van Ternat als zelfstandige gemeente stond omdat Ternat een stichting was van het klooster van Nijvel, als schildhouder.

## Blazoen
Het wapen heeft de volgende blazoenering:
In lazuur, bezaaid met blokjes van goud, een keper van hetzelfde. Het schild geplaatst voor een Sint-Gertrudis van goud.— Ministerieel Besluit van 8 juli 1986

## Vergelijkbare wapens

Wapen van de Fourneau de Cruquenbourg.
Wapen van Ranst.
Wapen van Kampenhout.